# 勒茨博伊伦
勒茨博伊伦是德国莱茵兰-普法尔茨州的一个市镇。总面积10.20平方公里，总人口473人，其中男性233人，女性240人（2011年12月31日），人口密度46人/平方公里。